# Argentína a 2004. évi nyári olimpiai játékokon
Argentína a görögországi Athénban megrendezett 2004. évi nyári olimpiai játékok egyik részt vevő nemzete volt. Az országot az olimpián 22 sportágban 152 sportoló képviselte, akik összesen 6 érmet szereztek.

## Érmesek
| Érem  | Versenyző | Sportág    | Versenyszám      |
| ----- | --- | ---------- | ---------------- |
| Arany | Nemzeti válogatott Carlos Delfino Gabriel Fernández Emanuel Ginóbili Leonardo Gutiérrez Walter Herrmann Alejandro Montecchia Andrés Nocioni Fabricio Oberto Pepe Sánchez Luis Scola Hugo Sconochini Rubén Wolkowyski | Kosárlabda | Férfi            |
| Arany | Nemzeti válogatott Roberto Ayala Nicolás Burdisso Wilfredo Caballero Fabricio Coloccini César Delgado Andrés D'Alessandro Luciano Figueroa Cristian Alberto Gonzáles Luis Oscar González Mariano González Gabriel Heinze Germán Lux Javier Mascherano Nicolás Medina Clemente Rodríguez Mauro Rosales Javier Saviola Carlos Tévez | Labdarúgás | Férfi            |
| Bronz | Nemzeti válogatott Magdalena Aicega Mariela Antoniska Inés Arrondo Luciana Aymar Claudia Burkart Soledad García Marina Di Giacomo Alejandra Gulla Maria de la Paz Hernandez Mercedes Margalot Mariana González Oliva Vanina Paula Oneto María Cecilia Rognoni Mariné Russo Ayelén Stepnik Paola Vukojicic                         | Gyeplabda  | Női              |
| Bronz | Paola Suárez Patricia Tarabini | Tenisz     | Női páros        |
| Bronz | Georgina Bardach | Úszás      | Női 400 m vegyes |
| Bronz | Carlos Espínola Santiago Lange | Vitorlázás | Tornádó          |

## Asztalitenisz
Férfi
| Versenyző                      | Versenyszám | 64-es főtábla                                        | 48-as főtábla                                                                              | 32-es főtábla                               | Nyolcaddöntő      | Negyeddöntő       | Elődöntő          | Döntő             | Helyezés |
| Versenyző                      | Versenyszám | Ellenfél Eredmény                                    | Ellenfél Eredmény                                                                          | Ellenfél Eredmény                           | Ellenfél Eredmény | Ellenfél Eredmény | Ellenfél Eredmény | Ellenfél Eredmény | Helyezés |
| ------------------------------ | ----------- | ---------------------------------------------------- | ------------------------------------------------------------------------------------------ | ------------------------------------------- | ----------------- | ----------------- | ----------------- | ----------------- | -------- |
| Song Liu                       | Egyes       | Arai Sú (JPN) · 11-7, 7-11, 12-10, 11-5, 11-4        | Slobodan Grujić (SCG) · 11-4, 11-7, 4-11, 11-2, 14-12                                      | Csu Szehjok (KOR) · 12-14, 9-11, 6-11, 8-11 | kiesett           | kiesett           | kiesett           | kiesett           | 17.      |
| Pablo Tabachnik                | Egyes       | Segun Toriola (NGR) · 10-12, 8-11, 13-11, 3-11, 8-11 | kiesett                                                                                    | kiesett                                     | kiesett           | kiesett           | kiesett           | kiesett           | 49.      |
| Oscar González Pablo Tabachnik | Páros       |                                                      | Görögország (GRE) · Panajótisz Giónisz · Kalínikosz Kreánga · 7-11, 7-11, 2-11, 11-9, 6-11 | kiesett                                     | kiesett           | kiesett           | kiesett           | kiesett           | 25.      |

## Atlétika
Férfi
| Versenyző          | Versenyszám   | Selejtező | Selejtező | Döntő    | Döntő    |
| Versenyző          | Versenyszám   | Eredmény  | Helyezés  | Eredmény | Helyezés |
| ------------------ | ------------- | --------- | --------- | -------- | -------- |
| Marcelo Pugliese   | Diszkoszvetés | 56,06 m   | 31.       | kiesett  | kiesett  |
| Juan Ignacio Cerra | Kalapácsvetés | 72,53 m   | 26.       | kiesett  | kiesett  |

| Versenyző        | Versenyszám | 100 m | 100 m | Távolugrás | Távolugrás | Súlylökés | Súlylökés | Magasugrás | Magasugrás | 400 m | 400 m | 110 m gát | 110 m gát | Diszkoszvetés | Diszkoszvetés | Rúdugrás | Rúdugrás | Gerelyhajítás | Gerelyhajítás | 1500 m  | 1500 m | Végeredmény | Végeredmény |
| Versenyző        | Versenyszám | Idő   | Pont  | Eredmény   | Pont       | Eredmény  | Pont      | Eredmény   | Pont       | Idő   | Pont  | Idő       | Pont      | Eredmény      | Pont          | Eredmény | Pont     | Eredmény      | Pont          | Idő     | Pont   | Pont        | Helyezés    |
| ---------------- | ----------- | ----- | ----- | ---------- | ---------- | --------- | --------- | ---------- | ---------- | ----- | ----- | --------- | --------- | ------------- | ------------- | -------- | -------- | ------------- | ------------- | ------- | ------ | ----------- | ----------- |
| Santiago Lorenzo | Tízpróba    | 11,10 | 838   | 703 cm     | 821        | 13,22 m   | 681       | 185 cm     | 670        | 49,34 | 845   | 15,38     | 804       | 40,22 m       | 669           | 450 cm   | 760      | 58,36 m       | 713           | 4:23,08 | 791    | 7592        | 24.         |

Női
| Versenyző     | Versenyszám | Eredmény | Helyezés |
| ------------- | ----------- | -------- | -------- |
| Sandra Torres | Maraton     | 2:54:48  | 55.      |

| Versenyző         | Versenyszám   | Selejtező | Selejtező | Döntő    | Döntő    |
| Versenyző         | Versenyszám   | Eredmény  | Helyezés  | Eredmény | Helyezés |
| ----------------- | ------------- | --------- | --------- | -------- | -------- |
| Solange Witteveen | Magasugrás    | 189 cm    | 23.**     | kiesett  | kiesett  |
| Alejandra García  | Rúdugrás      | 440 cm    | 12.       | 420 cm   | 13.*     |
| Jennifer Dahlgren | Kalapácsvetés | 59,52 m   | 43.       | kiesett  | kiesett  |
| Romina Maggi      | Gerelyhajítás | 48,58 m   | 43.       | kiesett  | kiesett  |

* - egy másik versenyzővel azonos eredményt ért el

** - két másik versenyzővel azonos eredményt ért el

## Cselgáncs
Férfi
| Versenyző         | Versenyszám  | Selejtező         | 32-es főtábla                           | Nyolcaddöntő                       | Negyeddöntő                       | Elődöntő          | Vigaszág első kör                    | Vigaszág negyeddöntő                 | Vigaszág elődöntő                  | Bronz- mérkőzés   | Döntő             | Helyezés    |
| Versenyző         | Versenyszám  | Ellenfél Eredmény | Ellenfél Eredmény                       | Ellenfél Eredmény                  | Ellenfél Eredmény                 | Ellenfél Eredmény | Ellenfél Eredmény                    | Ellenfél Eredmény                    | Ellenfél Eredmény                  | Ellenfél Eredmény | Ellenfél Eredmény | Helyezés    |
| ----------------- | ------------ | ----------------- | --------------------------------------- | ---------------------------------- | --------------------------------- | ----------------- | ------------------------------------ | ------------------------------------ | ---------------------------------- | ----------------- | ----------------- | ----------- |
| Miguel Albarracín | Légsúly      |                   | Francis Labrosse (SEY) · 1001-0000      | Cristobal Aburto (MEX) · 1000-0002 | Nomura Tadahiro (JPN) · 0000-1000 |                   |                                      | Oliver Gussenberg (GER) · 0000-1000  | kiesett                            | kiesett           |                   | helyezetlen |
| Jorge Lencina     | Harmatsúly   |                   | Ucsisiba Maszato (JPN) · 0000-1011      |                                    |                                   |                   | Gantömörín Dasdavá (MGL) · 1011-0001 | Magomed Dzsafarov (RUS) · 1001-0001  | Davit Margosvili (GEO) · 0000-1000 | kiesett           |                   | 7.          |
| Rodrigo Lucenti   | Könnyűsúly   |                   | Jimmy Pedro (USA) · 0000-1012           | kiesett                            | kiesett                           | kiesett           |                                      |                                      |                                    |                   |                   | helyezetlen |
| Ariel Sganga      | Váltósúly    |                   | Sergei Aschwanden (SUI) · 1000-0002     | Ilíasz Iliádisz (GRE) · WO         |                                   |                   | Morgan Davies (AUS) · 0000-1000      | kiesett                              | kiesett                            | kiesett           |                   | helyezetlen |
| Eduardo Costa     | Középsúly    |                   | José Gregorio Camacho (VEN) · 1101-0000 | Valentin Hrekov (UKR) · 0112-0001  | Izumi Hirosi (JPN) · 0000-0001    |                   |                                      | Szjarhej Kuharenka (BLR) · 1000-0100 | Mark Huizinga (NED) · 0000-1010    | kiesett           |                   | 7.          |
| Andrés Loforte    | Félnehézsúly |                   | Bassel El-Gharbawy (EGY) · 0001-0002    | kiesett                            | kiesett                           | kiesett           |                                      |                                      |                                    |                   |                   | helyezetlen |
| Orlando Baccino   | Nehézsúly    |                   | Jurij Ribak (BLR) · 0000-1001           | kiesett                            | kiesett                           | kiesett           |                                      |                                      |                                    |                   |                   | helyezetlen |

Női
| Versenyző        | Versenyszám | Selejtező         | Nyolcaddöntő                        | Negyeddöntő                     | Elődöntő                  | Vigaszág első kör | Vigaszág negyeddöntő             | Vigaszág elődöntő | Bronz- mérkőzés             | Döntő             | Helyezés    |
| Versenyző        | Versenyszám | Ellenfél Eredmény | Ellenfél Eredmény                   | Ellenfél Eredmény               | Ellenfél Eredmény         | Ellenfél Eredmény | Ellenfél Eredmény                | Ellenfél Eredmény | Ellenfél Eredmény           | Ellenfél Eredmény | Helyezés    |
| ---------------- | ----------- | ----------------- | ----------------------------------- | ------------------------------- | ------------------------- | ----------------- | -------------------------------- | ----------------- | --------------------------- | ----------------- | ----------- |
| Daniela Krukower | Váltósúly   |                   | I Bokhi (KOR) · 0001-0000           | Lucie Décosse (FRA) · 0001-0000 | Tanimoto Ajumi (JPN) · WO |                   |                                  |                   | Driulis González (CUB) · WO |                   | 5.          |
| Elizabeth Copes  | Középsúly   |                   | Alexía Kurtelészi (GRE) · 1021-0000 | Edith Bosch (NED) · 0000-1000   |                           |                   | Cecilia Blanco (ESP) · 0000-1011 | kiesett           | kiesett                     |                   | helyezetlen |

WO - mérkőzés nélkül

## Evezés
Férfi
| Versenyző                     | Versenyszám              | Előfutam | Előfutam | Vigaszág | Vigaszág | Elődöntő | Elődöntő | Elődöntő | Döntő | Döntő   | Döntő | Helyezés |
| Versenyző                     | Versenyszám              | Idő      | Hely.    | Idő      | Hely.    | Típus    | Idő      | Hely.    | Típus | Idő     | Hely. | Helyezés |
| ----------------------------- | ------------------------ | -------- | -------- | -------- | -------- | -------- | -------- | -------- | ----- | ------- | ----- | -------- |
| Santiago Fernández            | Egypárevezős             | 7:22,52  | 1.       |          |          | A/B/C    | 7:00,90  | 2.       | A     | 6:55,17 | 4.    | 4.       |
| Walter Naneder Marcos Morales | Kormányos nélküli kettes | 7:02,29  | 4.       | 6:28,98  | 2.       | A/B      | 7:19,57  | 6.       | B     | 6:27,88 | 4.    | 10.      |

Női
| Versenyző                   | Versenyszám              | Előfutam | Előfutam | Vigaszág | Vigaszág | Elődöntő | Elődöntő | Elődöntő | Döntő | Döntő            | Döntő            | Helyezés |
| Versenyző                   | Versenyszám              | Idő      | Hely.    | Idő      | Hely.    | Típus    | Idő      | Hely.    | Típus | Idő              | Hely.            | Helyezés |
| --------------------------- | ------------------------ | -------- | -------- | -------- | -------- | -------- | -------- | -------- | ----- | ---------------- | ---------------- | -------- |
| Analía Marín                | Egypárevezős             | 8:01,56  | 4.       | 7:51,94  | 4.       | C/D      | 7:58,07  | 3.       | C     | nem állt rajthoz | nem állt rajthoz | 18.      |
| Milka Kraljev Lucía Palermo | Könnyűsúlyú kétpárevezős | 7:25,11  | 6.       | 6:23,22  | 5.       |          |          |          | C     | 7:54,32          | 5.               | 17.      |

## Gyeplabda

### Férfi
| #               | Név                   |         |         |         |         |         |         |         |
| Kapusok         | Kapusok               | Kapusok | Kapusok | Kapusok | Kapusok | Kapusok | Kapusok | Kapusok |
| --------------- | --------------------- | ------- | ------- | ------- | ------- | ------- | ------- | ------- |
| 1               | Pablo Moreira (CSK)   |         |         |         |         |         |         |         |
| 19              | Juan Manuel Vivaldi   |         |         |         |         |         |         |         |
| Mezőnyjátékosok |                       |         |         |         |         |         |         |         |
| 2               | Juan Pablo Hourquebie |         |         |         |         |         |         |         |
| 3               | Maximiliano Caldas    |         |         |         |         |         |         |         |
| 4               | Matías Vila           |         |         |         |         |         |         |         |
| 5               | Ezequiel Paulón       |         |         |         |         |         |         |         |
| 7               | Mario Almada          |         |         |         |         |         |         |         |
| 8               | Carlos José Retegui   |         |         |         |         |         |         |         |
| 9               | Rodrigo Vila          |         |         |         |         |         |         |         |
| 10              | Tomás MacCormik       |         |         |         |         |         |         |         |
| 13              | Jorge Lombi           |         |         |         |         |         |         |         |
| 14              | Fernando Zylberberg   |         |         |         |         |         |         |         |
| 15              | Germán Orozco         |         |         |         |         |         |         |         |
| 17              | Matías Paredes        |         |         |         |         |         |         |         |
| 22              | Lucas Rey             |         |         |         |         |         |         |         |
| 23              | Lucas Camareri        |         |         |         |         |         |         |         |
| Tartalékok      |                       |         |         |         |         |         |         |         |
| Vezetőedző      |                       |         |         |         |         |         |         |         |
|                 | Jorge Ruiz            |         |         |         |         |         |         |         |

#### Eredmények
Csoportkör
B csoport
| Csapat                        | M | Gy | D | V | G+ | G– | Gk | P  |
| ----------------------------- | - | -- | - | - | -- | -- | -- | -- |
| Hollandia (NED)               | 5 | 5  | 0 | 0 | 16 | 9  | +7 | 15 |
| Ausztrália (AUS)              | 5 | 3  | 1 | 1 | 14 | 10 | +4 | 10 |
| Új-Zéland (NZL)               | 5 | 3  | 0 | 2 | 13 | 11 | +2 | 9  |
| India (IND)                   | 5 | 1  | 1 | 3 | 11 | 13 | –2 | 4  |
| Dél-afrikai Köztársaság (RSA) | 5 | 1  | 0 | 4 | 9  | 15 | –6 | 3  |
| Argentína (ARG)               | 5 | 0  | 2 | 3 | 8  | 13 | –5 | 2  |

| 2004. augusztus 15. 10:30 | Argentína (ARG) | 1–2        | Dél-afrikai Köztársaság (RSA) | Játékvezetők: Xavier Adell (ESP), David Gentles (AUS) |
| 2004. augusztus 15. 10:30 | Almada 10'      | (1–0)      | Nicol 38', 41'                | Játékvezetők: Xavier Adell (ESP), David Gentles (AUS) |
| 2004. augusztus 15. 10:30 | Caldas 63'      | Büntetések | I.Evans 13'                   | Játékvezetők: Xavier Adell (ESP), David Gentles (AUS) |

| 2004. augusztus 17. 10:30 | Argentína (ARG)                                  | 2–2        | Ausztrália (AUS) | Játékvezetők: Christian Blasch (GER), Jason McCracken (NZL) |
| 2004. augusztus 17. 10:30 | Almada 2', 31'                                   | (2–1)      | Dwyer 26', 66'   | Játékvezetők: Christian Blasch (GER), Jason McCracken (NZL) |
| 2004. augusztus 17. 10:30 | MacCormik 9' R. Vila 19' Caldas 20' Camareri 25' | Büntetések |                  | Játékvezetők: Christian Blasch (GER), Jason McCracken (NZL) |

| 2004. augusztus 19. 20:00 | Új-Zéland (NZL)                   | 3–1        | Argentína (ARG)                                 | Játékvezetők: David Leiper (GBR), Pedro Teixeira (POR) |
| 2004. augusztus 19. 20:00 | Shaw 12' · Hari 44' · Burrows 49' | (1–1)      | Lombi 8'                                        | Játékvezetők: David Leiper (GBR), Pedro Teixeira (POR) |
| 2004. augusztus 19. 20:00 | Patel 22' Shaw 38' Towns 66'      | Büntetések | Zylberberg 3' Caldas 11' Retegui 30' Paulón 33' | Játékvezetők: David Leiper (GBR), Pedro Teixeira (POR) |

| 2004. augusztus 21. 18:30 | Argentína (ARG)                       | 2–4        | Hollandia (NED)                                         | Játékvezetők: Amarjit Singh (MAS), Murray Grime (AUS) |
| 2004. augusztus 21. 18:30 | Almada 37' · Lombi 52'                | (0–3)      | Reckers 17' · Klaver 22' · Taekema 26' · de Nooijer 44' | Játékvezetők: Amarjit Singh (MAS), Murray Grime (AUS) |
| 2004. augusztus 21. 18:30 | MacCormik 51' R. Vila 68' Paredes 68' | Büntetések | van der Weide 30'                                       | Játékvezetők: Amarjit Singh (MAS), Murray Grime (AUS) |

| 2004. augusztus 23. 20:00 | India (IND)            | 2–2        | Argentína (ARG)  | Játékvezetők: David Gentles (AUS), Peter Elders (NED) |
| 2004. augusztus 23. 20:00 | Adzsit Szingh 33', 60' | (1–0)      | M. Vila 52', 69' | Játékvezetők: David Gentles (AUS), Peter Elders (NED) |
| 2004. augusztus 23. 20:00 | Raszkinha 69'          | Büntetések |                  | Játékvezetők: David Gentles (AUS), Peter Elders (NED) |

A 9–12. helyért
| 2004. augusztus 25. 11:00 | Nagy-Britannia (GBR)                            | 4–1        | Argentína (ARG)                   | Játékvezetők: Jason McCracken (NZL), Christian Blasch (GER) |
| 2004. augusztus 25. 11:00 | Moore 24' · Bertram 35+' · Hall 38' · Pearn 67' | (2–0)      | Retegui 64'                       | Játékvezetők: Jason McCracken (NZL), Christian Blasch (GER) |
| 2004. augusztus 25. 11:00 | Middleton 3' Stott 47'                          | Büntetések | Rey 31' Zylberberg 34' Orozco 47' | Játékvezetők: Jason McCracken (NZL), Christian Blasch (GER) |

A 11. helyért
| 2004. augusztus 27. 9:00 | Egyiptom (EGY)                | 2–4        | Argentína (ARG)                    | Játékvezetők: Xavier Adell (ESP), Han Jin-Soo (KOR) |
| 2004. augusztus 27. 9:00 | El-Sayed 21' · S. Mohamed 43' | (1–2)      | Retegui 20' · Almada 26', 48', 62' | Játékvezetők: Xavier Adell (ESP), Han Jin-Soo (KOR) |
| 2004. augusztus 27. 9:00 |                               | Büntetések | Camareri 41'                       | Játékvezetők: Xavier Adell (ESP), Han Jin-Soo (KOR) |

| Csapat          | Helyezés |
| --------------- | -------- |
| Argentína (ARG) | 11.      |

### Női
| #               | Név                       |         |         |         |         |         |         |         |
| Kapusok         | Kapusok                   | Kapusok | Kapusok | Kapusok | Kapusok | Kapusok | Kapusok | Kapusok |
| --------------- | ------------------------- | ------- | ------- | ------- | ------- | ------- | ------- | ------- |
| 1               | Mariela Antoniska         |         |         |         |         |         |         |         |
| 18              | Paola Vukojicic           |         |         |         |         |         |         |         |
| Mezőnyjátékosok |                           |         |         |         |         |         |         |         |
| 3               | Magdalena Aicega (CSK)    |         |         |         |         |         |         |         |
| 5               | Marina di Giacomo         |         |         |         |         |         |         |         |
| 6               | Ayelén Stepnik            |         |         |         |         |         |         |         |
| 7               | Alejandra Gulla           |         |         |         |         |         |         |         |
| 8               | Luciana Aymar             |         |         |         |         |         |         |         |
| 9               | Vanina Paula Oneto        |         |         |         |         |         |         |         |
| 10              | Soledad García            |         |         |         |         |         |         |         |
| 12              | Mariana González Oliva    |         |         |         |         |         |         |         |
| 14              | Mercedes Margalot         |         |         |         |         |         |         |         |
| 15              | María de la Paz Hernández |         |         |         |         |         |         |         |
| 16              | Cecilia Rognoni           |         |         |         |         |         |         |         |
| 19              | Mariné Russo              |         |         |         |         |         |         |         |
| 21              | Inés Arrondo              |         |         |         |         |         |         |         |
| 24              | Claudia Burkart           |         |         |         |         |         |         |         |
| Tartalékok      |                           |         |         |         |         |         |         |         |
| Vezetőedző      |                           |         |         |         |         |         |         |         |
|                 | Sergio Vigil              |         |         |         |         |         |         |         |

#### Eredmények
Csoportkör
A csoport
| Csapat              | M | Gy | D | V | G+ | G– | Gk | P  |
| ------------------- | - | -- | - | - | -- | -- | -- | -- |
| Kína (CHN)          | 4 | 4  | 0 | 0 | 11 | 2  | +9 | 12 |
| Argentína (ARG)     | 4 | 3  | 0 | 1 | 12 | 4  | +8 | 9  |
| Japán (JPN)         | 4 | 2  | 0 | 2 | 5  | 7  | –2 | 6  |
| Új-Zéland (NZL)     | 4 | 1  | 0 | 3 | 3  | 9  | –6 | 3  |
| Spanyolország (ESP) | 4 | 0  | 0 | 4 | 3  | 12 | –9 | 0  |

| 2004. augusztus 14. 20:00 | Argentína (ARG)                                    | 4–0        | Spanyolország (ESP)      | Játékvezetők: Julie Ashton-Lucy (AUS), Ute Conen (GER) |
| 2004. augusztus 14. 20:00 | Stepnik 11' · Rognoni 25' · García 28' · Oneto 69' | (3–0)      |                          | Játékvezetők: Julie Ashton-Lucy (AUS), Ute Conen (GER) |
| 2004. augusztus 14. 20:00 |                                                    | Büntetések | Jesús Rosa 21' Camón 65' | Játékvezetők: Julie Ashton-Lucy (AUS), Ute Conen (GER) |

| 2004. augusztus 16. 8:30 | Japán (JPN)  | 1–3        | Argentína (ARG)                           | Játékvezetők: Minka Woolley (AUS), Lyn Farrell (NZL) |
| 2004. augusztus 16. 8:30 | Komazava 27' | (1–1)      | Arrondo 19' · García 37' · di Giacomo 58' | Játékvezetők: Minka Woolley (AUS), Lyn Farrell (NZL) |
| 2004. augusztus 16. 8:30 |              | Büntetések | di Giacomo 52'                            | Játékvezetők: Minka Woolley (AUS), Lyn Farrell (NZL) |

| 2004. augusztus 20. 10:30 | Új-Zéland (NZL) | 0–3        | Argentína (ARG)                   | Játékvezetők: Chieko Akiyama (JPN), Julie Ashton-Lucy (AUS) |
| 2004. augusztus 20. 10:30 |                 | (0–1)      | Aymar 8' · Oneto 38' · García 53' | Játékvezetők: Chieko Akiyama (JPN), Julie Ashton-Lucy (AUS) |
| 2004. augusztus 20. 10:30 |                 | Büntetések | Russo 69'                         | Játékvezetők: Chieko Akiyama (JPN), Julie Ashton-Lucy (AUS) |

| 2004. augusztus 22. 18:00 | Argentína (ARG) | 2–3        | Kína (CHN)                                          | Játékvezetők: Renee Cohen (NED), Minka Woolley (AUS) |
| 2004. augusztus 22. 18:00 | Aymar 17', 34'  | (2–2)      | Ma Ji-po 9' · Fu Pao-zsung 16' · Tang Csun-ling 47' | Játékvezetők: Renee Cohen (NED), Minka Woolley (AUS) |
| 2004. augusztus 22. 18:00 |                 | Büntetések | Csou Van-feng 14' Maj Sao-jen 34'                   | Játékvezetők: Renee Cohen (NED), Minka Woolley (AUS) |

Elődöntő
| 2004. augusztus 24. 18:00 | Hollandia (NED)                        | 2–2 (h. u.) | Argentína (ARG)                     | Játékvezetők: Lyn Farrell (NZL), Minka Woolley (AUS) |
| 2004. augusztus 24. 18:00 | Karres 41' · Donners 45'               | (0–1, 2–2)  | García 17' · Aicega 68'             | Játékvezetők: Lyn Farrell (NZL), Minka Woolley (AUS) |
| 2004. augusztus 24. 18:00 | van der Vaart 7' Donners 68'           | Büntetések  | Hernández 30' Arrondo 49' Gulla 78' | Játékvezetők: Lyn Farrell (NZL), Minka Woolley (AUS) |
| 2004. augusztus 24. 18:00 | Büntetőpárbaj:                         |             |                                     | Játékvezetők: Lyn Farrell (NZL), Minka Woolley (AUS) |
| 2004. augusztus 24. 18:00 | Schopman Boomgaardt Donners van Kessel | 4–2         | Margalot Rognoni Aymar Stepnik      | Játékvezetők: Lyn Farrell (NZL), Minka Woolley (AUS) |

Bronzmérkőzés
| 2004. augusztus 26. 18:00 | Argentína (ARG) | 1–0   | Kína (CHN) | Játékvezetők: Renee Cohen (NED), Ute Conen (GER) |
| 2004. augusztus 26. 18:00 | Aymar 70'       | (0–0) |            | Játékvezetők: Renee Cohen (NED), Ute Conen (GER) |

| Csapat          | Helyezés |
| --------------- | -------- |
| Argentína (ARG) |          |

## Kajak-kenu

### Síkvízi
Férfi
| Versenyző     | Versenyszám        | Előfutam | Előfutam | Előfutam | Elődöntő | Elődöntő | Elődöntő | Döntő    | Döntő    |
| Versenyző     | Versenyszám        | Idő      | Hely.    | Össz.    | Idő      | Hely.    | Össz.    | Idő      | Helyezés |
| ------------- | ------------------ | -------- | -------- | -------- | -------- | -------- | -------- | -------- | -------- |
| Javier Correa | Kajak egyes 500 m  | 1:38,675 | 2.       | 6.       | 1:39,525 | 3.       | 6.       | 1:40,639 | 8.       |
| Javier Correa | Kajak egyes 1000 m | 3:28,492 | 4.       | 7.       | 3:31,934 | 4.       | 8.       | kiesett  | kiesett  |

Női
| Versenyző            | Versenyszám       | Előfutam | Előfutam | Előfutam | Elődöntő | Elődöntő | Elődöntő | Döntő   | Döntő    |
| Versenyző            | Versenyszám       | Idő      | Hely.    | Össz.    | Idő      | Hely.    | Össz.    | Idő     | Helyezés |
| -------------------- | ----------------- | -------- | -------- | -------- | -------- | -------- | -------- | ------- | -------- |
| María Fernanda Lauro | Kajak egyes 500 m | 1:59,474 | 6.       | 19.      | 2:00,198 | 9.       | 15.      | kiesett | kiesett  |

## Kerékpározás

### Hegyi-kerékpározás
| Versenyző      | Versenyszám        | Idő              | Helyezés |
| -------------- | ------------------ | ---------------- | -------- |
| Carlos Gennero | Férfi terepverseny | 3 kör hátrány    | 44.      |
| Jimena Florit  | Női terepverseny   | 2:08:42 (+11:51) | 12.      |

### Pálya-kerékpározás
Pontversenyek
| Versenyző                          | Versenyszám       | Pont | Helyezés |
| ---------------------------------- | ----------------- | ---- | -------- |
| Juan Esteban Curuchet              | Férfi pontverseny | 23   | 13.      |
| Juan Esteban Curuchet Walter Pérez | Férfi madison     | 5    | 9.       |

## Kosárlabda

### Férfi

#### Eredmények
Csoportkör
A csoport
| Csapat                      | M | Gy | V | P+  | P–  | Pk  | P  |
| --------------------------- | - | -- | - | --- | --- | --- | -- |
| Spanyolország (ESP)         | 5 | 5  | 0 | 405 | 349 | +56 | 10 |
| Olaszország (ITA)           | 5 | 3  | 2 | 371 | 341 | +30 | 8  |
| Argentína (ARG)             | 5 | 3  | 2 | 414 | 396 | +18 | 8  |
| Kína (CHN)                  | 5 | 2  | 3 | 303 | 382 | –79 | 7  |
| Új-Zéland (NZL)             | 5 | 1  | 4 | 399 | 413 | –14 | 6  |
| Szerbia és Montenegró (SCG) | 5 | 1  | 4 | 377 | 388 | –11 | 6  |

| 2004. augusztus 15. 16:45 | Argentína (ARG)                          | 83–82     | Szerbia és Montenegró (SCG) | Olympic Indoor Hall, Athén Nézőszám: 10 500 Játékvezetők: Virginijus Dovidavicius (LTU), José Carrión (PUR) |
| 2004. augusztus 15. 16:45 | (27–15, 22–24, 12–20, 22–23) Jegyzőkönyv |           |                             | Olympic Indoor Hall, Athén Nézőszám: 10 500 Játékvezetők: Virginijus Dovidavicius (LTU), José Carrión (PUR) |
| 2004. augusztus 15. 16:45 | Ginóbili 27                              | Pont      | Radmanović 21               | Olympic Indoor Hall, Athén Nézőszám: 10 500 Játékvezetők: Virginijus Dovidavicius (LTU), José Carrión (PUR) |
| 2004. augusztus 15. 16:45 | Wolkowyski 6                             | Lepattanó | Tomašević 10                | Olympic Indoor Hall, Athén Nézőszám: 10 500 Játékvezetők: Virginijus Dovidavicius (LTU), José Carrión (PUR) |
| 2004. augusztus 15. 16:45 | Ginóbili 3                               | Gólpassz  | három játékos 1             | Olympic Indoor Hall, Athén Nézőszám: 10 500 Játékvezetők: Virginijus Dovidavicius (LTU), José Carrión (PUR) |

| 2004. augusztus 17. 20:00 | Spanyolország (ESP)                      | 87–76     | Argentína (ARG) | Helliniko Indoor Arena, Athén Nézőszám: 12 000 Játékvezetők: Lazaros Voreadis (ESP), Mike Homsy (CAN) |
| 2004. augusztus 17. 20:00 | (25–18, 10–22, 23–20, 29–16) Jegyzőkönyv |           |                 | Helliniko Indoor Arena, Athén Nézőszám: 12 000 Játékvezetők: Lazaros Voreadis (ESP), Mike Homsy (CAN) |
| 2004. augusztus 17. 20:00 | Gasol 26                                 | Pont      | Scola 28        | Helliniko Indoor Arena, Athén Nézőszám: 12 000 Játékvezetők: Lazaros Voreadis (ESP), Mike Homsy (CAN) |
| 2004. augusztus 17. 20:00 | Gasol 8                                  | Lepattanó | Scola 9         | Helliniko Indoor Arena, Athén Nézőszám: 12 000 Játékvezetők: Lazaros Voreadis (ESP), Mike Homsy (CAN) |
| 2004. augusztus 17. 20:00 | Calderón 5                               | Gólpassz  | három játékos 4 | Helliniko Indoor Arena, Athén Nézőszám: 12 000 Játékvezetők: Lazaros Voreadis (ESP), Mike Homsy (CAN) |

| 2004. augusztus 19. 20:00 | Argentína (ARG)                         | 82–57     | Kína (CHN)  | Helliniko Indoor Arena, Athén Nézőszám: 12 000 Játékvezetők: Sean Corbin (USA), Scott Buttler (AUS) |
| 2004. augusztus 19. 20:00 | (22–14, 19–7, 24–18, 17–18) Jegyzőkönyv |           |             | Helliniko Indoor Arena, Athén Nézőszám: 12 000 Játékvezetők: Sean Corbin (USA), Scott Buttler (AUS) |
| 2004. augusztus 19. 20:00 | Nocioni 17                              | Pont      | Jao Ming 15 | Helliniko Indoor Arena, Athén Nézőszám: 12 000 Játékvezetők: Sean Corbin (USA), Scott Buttler (AUS) |
| 2004. augusztus 19. 20:00 | Delfino, Nocioni 6                      | Lepattanó | Jao Ming 7  | Helliniko Indoor Arena, Athén Nézőszám: 12 000 Játékvezetők: Sean Corbin (USA), Scott Buttler (AUS) |
| 2004. augusztus 19. 20:00 | Scola, Sconochini 4                     | Gólpassz  | Liu Vej 2   | Helliniko Indoor Arena, Athén Nézőszám: 12 000 Játékvezetők: Sean Corbin (USA), Scott Buttler (AUS) |

| 2004. augusztus 21. 14:30 | Új-Zéland (NZL)                          | 94–98     | Argentína (ARG)      | Helliniko Indoor Arena, Athén Nézőszám: 8000 Játékvezetők: Virginijus Dovidavicius (LTU), Christos Christodoulou (GRE) |
| 2004. augusztus 21. 14:30 | (25–23, 17–24, 29–29, 23–22) Jegyzőkönyv |           |                      | Helliniko Indoor Arena, Athén Nézőszám: 8000 Játékvezetők: Virginijus Dovidavicius (LTU), Christos Christodoulou (GRE) |
| 2004. augusztus 21. 14:30 | Jones 25                                 | Pont      | Scola 25             | Helliniko Indoor Arena, Athén Nézőszám: 8000 Játékvezetők: Virginijus Dovidavicius (LTU), Christos Christodoulou (GRE) |
| 2004. augusztus 21. 14:30 | Book 6                                   | Lepattanó | Oberto 9             | Helliniko Indoor Arena, Athén Nézőszám: 8000 Játékvezetők: Virginijus Dovidavicius (LTU), Christos Christodoulou (GRE) |
| 2004. augusztus 21. 14:30 | Dickel 7                                 | Gólpassz  | Montecchia, Oberto 5 | Helliniko Indoor Arena, Athén Nézőszám: 8000 Játékvezetők: Virginijus Dovidavicius (LTU), Christos Christodoulou (GRE) |

| 2004. augusztus 23. 20:00 | Olaszország (ITA)                        | 76–75     | Argentína (ARG)    | Helliniko Indoor Arena, Athén Nézőszám: 12 000 Játékvezetők: Lazaros Voreadis (GRE), Sean Corbin (USA) |
| 2004. augusztus 23. 20:00 | (13–23, 22–13, 18–18, 23–21) Jegyzőkönyv |           |                    | Helliniko Indoor Arena, Athén Nézőszám: 12 000 Játékvezetők: Lazaros Voreadis (GRE), Sean Corbin (USA) |
| 2004. augusztus 23. 20:00 | Pozzecco 17                              | Pont      | Ginóbili, Scola 19 | Helliniko Indoor Arena, Athén Nézőszám: 12 000 Játékvezetők: Lazaros Voreadis (GRE), Sean Corbin (USA) |
| 2004. augusztus 23. 20:00 | Bulleri 6                                | Lepattanó | Wolkowyski 7       | Helliniko Indoor Arena, Athén Nézőszám: 12 000 Játékvezetők: Lazaros Voreadis (GRE), Sean Corbin (USA) |
| 2004. augusztus 23. 20:00 | Bulleri 4                                | Gólpassz  | Ginóbili 3         | Helliniko Indoor Arena, Athén Nézőszám: 12 000 Játékvezetők: Lazaros Voreadis (GRE), Sean Corbin (USA) |

Negyeddöntő
| 2004. augusztus 26. 22:15 | Görögország (GRE)                       | 64–69     | Argentína (ARG)        | Olympic Indoor Hall, Athén Nézőszám: 14 500 Játékvezetők: Renato Santos (BRA), Giampaolo Cicoria (ITA) |
| 2004. augusztus 26. 22:15 | (14–22, 21–7, 18–24, 11–16) Jegyzőkönyv |           |                        | Olympic Indoor Hall, Athén Nézőszám: 14 500 Játékvezetők: Renato Santos (BRA), Giampaolo Cicoria (ITA) |
| 2004. augusztus 26. 22:15 | Hadzivrétasz 12                         | Pont      | Ginóbili, Oberto 13    | Olympic Indoor Hall, Athén Nézőszám: 14 500 Játékvezetők: Renato Santos (BRA), Giampaolo Cicoria (ITA) |
| 2004. augusztus 26. 22:15 | Papadópulosz, Dikúdisz 9                | Lepattanó | Herrmann 6             | Olympic Indoor Hall, Athén Nézőszám: 14 500 Játékvezetők: Renato Santos (BRA), Giampaolo Cicoria (ITA) |
| 2004. augusztus 26. 22:15 | Diamandídisz 3                          | Gólpassz  | Ginóbili, Montecchia 2 | Olympic Indoor Hall, Athén Nézőszám: 14 500 Játékvezetők: Renato Santos (BRA), Giampaolo Cicoria (ITA) |

Elődöntő
| 2004. augusztus 27. 22:15 | Argentína (ARG)                          | 89–81     | Egyesült Államok (USA) | Olympic Indoor Hall, Athén Nézőszám: 14 500 Játékvezetők: Vicente Juan Bulto (ESP), Zoran Sutulović (SCG) |
| 2004. augusztus 27. 22:15 | (24–20, 19–18, 27–19, 19–24) Jegyzőkönyv |           |                        | Olympic Indoor Hall, Athén Nézőszám: 14 500 Játékvezetők: Vicente Juan Bulto (ESP), Zoran Sutulović (SCG) |
| 2004. augusztus 27. 22:15 | Ginóbili 29                              | Pont      | Marbury 18             | Olympic Indoor Hall, Athén Nézőszám: 14 500 Játékvezetők: Vicente Juan Bulto (ESP), Zoran Sutulović (SCG) |
| 2004. augusztus 27. 22:15 | Oberto 6                                 | Lepattanó | Boozer 9               | Olympic Indoor Hall, Athén Nézőszám: 14 500 Játékvezetők: Vicente Juan Bulto (ESP), Zoran Sutulović (SCG) |
| 2004. augusztus 27. 22:15 | Sánchez 7                                | Gólpassz  | Iverson, Odom 2        | Olympic Indoor Hall, Athén Nézőszám: 14 500 Játékvezetők: Vicente Juan Bulto (ESP), Zoran Sutulović (SCG) |

Döntő
| 2004. augusztus 28. 22:30 | Olaszország (ITA)                        | 69–84     | Argentína (ARG) | Olympic Indoor Hall, Athén Nézőszám: 14 500 Játékvezetők: Renato Santos (BRA), Lazaros Voreadis (GRE) |
| 2004. augusztus 28. 22:30 | (16–23, 25–20, 13–17, 15–24) Jegyzőkönyv |           |                 | Olympic Indoor Hall, Athén Nézőszám: 14 500 Játékvezetők: Renato Santos (BRA), Lazaros Voreadis (GRE) |
| 2004. augusztus 28. 22:30 | Soragna, Pozzecco 12                     | Pont      | Scola 25        | Olympic Indoor Hall, Athén Nézőszám: 14 500 Játékvezetők: Renato Santos (BRA), Lazaros Voreadis (GRE) |
| 2004. augusztus 28. 22:30 | Garri 6                                  | Lepattanó | Scola 11        | Olympic Indoor Hall, Athén Nézőszám: 14 500 Játékvezetők: Renato Santos (BRA), Lazaros Voreadis (GRE) |
| 2004. augusztus 28. 22:30 | Rombaldoni 2                             | Gólpassz  | Ginóbili 6      | Olympic Indoor Hall, Athén Nézőszám: 14 500 Játékvezetők: Renato Santos (BRA), Lazaros Voreadis (GRE) |

| Csapat          | Helyezés |
| --------------- | -------- |
| Argentína (ARG) |          |

## Labdarúgás

### Férfi
| #             | Név                 | Klub                 | Születési idő                    | Mérkőzésszám | Gól     | Sárga lap | sárga lap · 2. sárga lap · kiállítva | kiállítva |
| Kapusok       | Kapusok             | Kapusok              | Kapusok                          | Kapusok      | Kapusok | Kapusok   | Kapusok                              | Kapusok   |
| ------------- | ------------------- | -------------------- | -------------------------------- | ------------ | ------- | --------- | ------------------------------------ | --------- |
| 1             | Wilfredo Caballero  | Boca Juniors         | 1981. szeptember 28. (22 évesen) | 0            | 0       | 0         | 0                                    | 0         |
| 18            | Germán Lux          | River Plate          | 1982. június 7. (22 évesen)      | 6            | 0       | 1         | 0                                    | 0         |
| Védők         |                     |                      |                                  |              |         |           |                                      |           |
| 2             | Roberto Ayala (csk) | Valencia             | 1973. április 14. (31 évesen)    | 6            | 0       | 1         | 0                                    | 0         |
| 3             | Nicolás Burdisso    | Internazionale       | 1981. április 12. (23 évesen)    | (3)          | 0       | 0         | 0                                    | 0         |
| 4             | Fabricio Coloccini  | Milan                | 1982. január 22. (22 évesen)     | 6            | 0       | 1         | 0                                    | 0         |
| 6             | Gabriel Heinze      | Manchester United FC | 1978. április 19. (26 évesen)    | 6            | 1       | 1         | 0                                    | 0         |
| 14            | Clemente Rodríguez  | Szpartak Moszkva     | 1981. július 31. (23 évesen)     | (4)          | 0       | 0         | 0                                    | 0         |
| Középpályások |                     |                      |                                  |              |         |           |                                      |           |
| 5             | Javier Mascherano   | River Plate          | 1984. június 8. (20 évesen)      | 6            | 0       | 0         | 0                                    | 0         |
| 11            | Kily González       | Internazionale       | 1974. augusztus 4. (30 évesen)   | 6            | 1       | 2         | 0                                    | 0         |
| 13            | Nicolás Medina      | Sunderland           | 1982. február 17. (22 évesen)    | (3)          | 0       | 1         | 0                                    | 0         |
| 15            | Andrés D'Alessandro | Wolfsburg            | 1981. április 15. (23 évesen)    | 6            | 1       | 1         | 0                                    | 0         |
| 16            | Lucho González      | River Plate          | 1981. január 19. (23 évesen)     | 6            | 1       | 0         | 0                                    | 0         |
| Csatárok      |                     |                      |                                  |              |         |           |                                      |           |
| 7             | Javier Saviola      | FC Barcelona         | 1981. december 11. (22 évesen)   | (3)          | 1       | 0         | 0                                    | 0         |
| 8             | César Delgado       | Cruz Azul            | 1981. augusztus 18. (22 évesen)  | 6            | 2       | 1         | 0                                    | 0         |
| 9             | Luciano Figueroa    | Cruz Azul            | 1981. május 19. (23 évesen)      | 0            | 0       | 0         | 0                                    | 0         |
| 10            | Carlos Tévez        | Boca Juniors         | 1984. február 5. (20 évesen)     | 6            | 8       | 0         | 0                                    | 0         |
| 12            | Mauro Rosales       | Newell’s Old Boys    | 1981. február 24. (23 évesen)    | 6            | 1       | 0         | 0                                    | 0         |
| 17            | Mariano González    | Palermo              | 1981. május 5. (23 évesen)       | (3)          | 1       | 0         | 0                                    | 0         |
| Edző          |                     |                      |                                  |              |         |           |                                      |           |
|               | Marcelo Bielsa      | Argentína            | 1955. július 21. (49 évesen)     |              |         |           |                                      |           |

- Kor: 2004. augusztus 10-i kora

#### Eredmények
C csoport 
| Csapat                      | M | Gy | D | V | Rg | Kg | Gk  | P |
| --------------------------- | - | -- | - | - | -- | -- | --- | - |
| Argentína (ARG)             | 3 | 3  | 0 | 0 | 9  | 0  | +9  | 9 |
| Ausztrália (AUS)            | 3 | 1  | 1 | 1 | 6  | 3  | +3  | 4 |
| Tunézia (TUN)               | 3 | 1  | 1 | 1 | 4  | 5  | –1  | 4 |
| Szerbia és Montenegró (SCG) | 3 | 0  | 0 | 3 | 3  | 14 | –11 | 0 |

| 2004. augusztus 11. 20:30 |

| Argentína (ARG)                                                  | 6–0               | Szerbia és Montenegró (SCG) |
| ---------------------------------------------------------------- | ----------------- | --------------------------- |
| Delgado 11' K. González 17' Tévez 42' 43' Heinze 74' Rosales 77' | (4–0) Jegyzőkönyv |                             |

| Pampeloponnisiako Stadium, Pátra Nézőszám: 14 675 Játékvezető: Batres (guatemalai) |

| 2004. augusztus 14. 20:30 |

| Argentína (ARG)       | 2–0               | Tunézia (TUN) |
| --------------------- | ----------------- | ------------- |
| Tévez 39' Saviola 72' | (1–0) Jegyzőkönyv |               |

| Pampeloponnisiako Stadium, Pátra Nézőszám: 5 512 Játékvezető: Poulat (francia) |

| 2004. augusztus 17. 20:30 |

| Argentína (ARG) | 1–0               | Ausztrália (AUS) |
| --------------- | ----------------- | ---------------- |
| D'Alessandro 9' | (1–0) Jegyzőkönyv |                  |

| Karaiskaki Stadium, Pireusz Nézőszám: 26 338 Játékvezető: Abd el-Fattáh (egyiptomi) |

Negyeddöntő
| 2004. augusztus 21. 21:00 |

| Argentína (ARG)               | 4–0               | Costa Rica (CRC) |
| ----------------------------- | ----------------- | ---------------- |
| Delgado 24' Tévez 43' 82' 83' | (2–0) Jegyzőkönyv |                  |

| Pampeloponnisiako Stadium, Pátra Nézőszám: 9 929 Játékvezető: Vasszárasz (görög) |

Elődöntő
| 2004. augusztus 24. 18:00 |

| Olaszország (ITA) | 0–3               | Argentína (ARG)                           |
| ----------------- | ----------------- | ----------------------------------------- |
|                   | (0–1) Jegyzőkönyv | Tévez 16' L. González 69' M. González 84' |

| Karaiskaki Stadium, Pireusz Nézőszám: 30 910 Játékvezető: Archundia (mexikói) |

Döntő
| 2004. augusztus 28. 10:00 |

| Argentína (ARG) | 1–0               | Paraguay (PAR) |
| --------------- | ----------------- | -------------- |
| Tévez 16'       | (1–0) Jegyzőkönyv |                |

| Olimpiai Stadion, Athén Nézőszám: 41 116 Játékvezető: Vasszárasz (görög) |

| Csapat          | Helyezés |
| --------------- | -------- |
| Argentína (ARG) |          |

## Lovaglás
Díjugratás
| Versenyző                                                               | Ló                                              | Versenyszám | Selejtező     | Selejtező     | Selejtező     | Selejtező     | Selejtező | Selejtező    | Selejtező    | Selejtező    | Döntő            | Döntő            | Döntő        | Döntő        | Végeredmény  | Végeredmény  |
| Versenyző                                                               | Ló                                              | Versenyszám | 1. kör        | 1. kör        | 2. kör        | 2. kör        | 2. kör    | 3. kör       | 3. kör       | 3. kör       | 1. kör           | 1. kör           | 2. kör       | 2. kör       | Végeredmény  | Végeredmény  |
| Versenyző                                                               | Ló                                              | Versenyszám | Bünt.         | Hely.         | Bünt.         | Össz.         | Hely.     | Bünt.        | Össz.        | Hely.        | Bünt.            | Hely.            | Bünt.        | Hely.        | Bünt.        | Helyezés     |
| ----------------------------------------------------------------------- | ----------------------------------------------- | ----------- | ------------- | ------------- | ------------- | ------------- | --------- | ------------ | ------------ | ------------ | ---------------- | ---------------- | ------------ | ------------ | ------------ | ------------ |
| Martín Dopazo                                                           | Furka Du Village                                | Egyéni      | 8             | 45.           | 8             | 16            | 38.       | 8            | 24           | 35.          | 8                | 11.              | 17           | 19.          | 25           | 21.          |
| Federico Enrique Sztyrle                                                | Who Knows Lilly                                 | Egyéni      | 5             | 29.           | nem ért célba | nem ért célba | kiesett   | kiesett      | kiesett      | kiesett      | kiesett          | kiesett          | kiesett      | kiesett      | kiesett      | kiesett      |
| Gregorio Werthein                                                       | Calwaro                                         | Egyéni      | nem ért célba | nem ért célba | 14            | 72            | 67.       | visszalépett | visszalépett | visszalépett | visszalépett     | visszalépett     | visszalépett | visszalépett | visszalépett | visszalépett |
| Lucas Werthein                                                          | Warren                                          | Egyéni      | 9             | 52.           | nem ért célba | nem ért célba | kiesett   | kiesett      | kiesett      | kiesett      | kiesett          | kiesett          | kiesett      | kiesett      | kiesett      | kiesett      |
| Martín Dopazo Federico Enrique Sztyrle Gregorio Werthein Lucas Werthein | Furka Du Village Who Knows Lilly Calwaro Warren | Csapat      |               |               |               |               |           |              |              |              | nem állt rajthoz | nem állt rajthoz | kiesett      | kiesett      | kiesett      | kiesett      |

## Ökölvívás
| Versenyző       | Versenyszám | Selejtező                  | Nyolcaddöntő      | Negyeddöntő       | Elődöntő          | Döntő             | Helyezés |
| Versenyző       | Versenyszám | Ellenfél Eredmény          | Ellenfél Eredmény | Ellenfél Eredmény | Ellenfél Eredmény | Ellenfél Eredmény | Helyezés |
| --------------- | ----------- | -------------------------- | ----------------- | ----------------- | ----------------- | ----------------- | -------- |
| Daniel Brizuela | Pehelysúly  | Vitali Tajbert (GER) · RSC | kiesett           | kiesett           | kiesett           | kiesett           | 17.      |

RSC - a játékvezető megállította a mérkőzést

## Röplabda

### Férfi
| #    | Név                   | Klub                   | Kor                            | Magasság |
| ---- | --------------------- | ---------------------- | ------------------------------ | -------- |
| 1    | Marcos Milinkovic     | Unisul Florianapolis   | 1971. december 22. (32 évesen) | 205 cm   |
| 2    | Jorge Alberto Elgueta | ESPI Poprtol           | 1969. november 21. (34 évesen) | 196 cm   |
| 3    | Gustavo Porporatto    | Social Monteros        | 1981. május 7. (23 évesen)     | 199 cm   |
| 7    | Diego Gutiérrez       | Evivo Duren            | 1976. május 27. (28 évesen)    | 186 cm   |
| 8    | Hernán Ferraro        | RP Coronel             | 1968. május 13. (36 évesen)    | 171 cm   |
| 10   | Alejandro Spajic      | Bolivar Buenos Aires   | 1976. május 7. (28 évesen)     | 204 cm   |
| 11   | Jerónimo Bidegain     | Swiss Medical Monteros | 1977. január 16. (27 évesen)   | 200 cm   |
| 12   | Pablo Peralta         | Tenerife Volley        | 1979. december 9. (24 évesen)  | 204 cm   |
| 13   | Santiago Darraidou    | Orestiada              | 1980. november 24. (23 évesen) | 194 cm   |
| 15   | Leandro Patti         | Bolivar Signia Signia  | 1978. július 6. (26 évesen)    | 188 cm   |
| 17   | Pablo Meana           | Lokomotiv Belgorod     | 1975. június 10. (29 évesen)   | 187 cm   |
| 18   | Gastón Giani          | Tenerife Volley        | 1979. április 26. (25 évesen)  | 194 cm   |
| Edző |                       |                        |                                |          |
|      | Alberto Armoa         |                        |                                |          |

- Kor: 2004. augusztus 12-i kora

#### Eredmények
Csoportkör
A csoport
|                             |      | Mérkőzések | Mérkőzések | Szettek | Szettek | Szettek | Pontok | Pontok | Pontok |
| Csapat                      | Pont | Gy         | V          | Sz+     | Sz–     | SzA     | P+     | P–     | PA     |
| --------------------------- | ---- | ---------- | ---------- | ------- | ------- | ------- | ------ | ------ | ------ |
| Szerbia és Montenegró (SCG) | 9    | 4          | 1          | 12      | 6       | 2,000   | 427    | 398    | 1,073  |
| Görögország (GRE)           | 8    | 3          | 2          | 12      | 9       | 1,333   | 475    | 454    | 1,046  |
| Argentína (ARG)             | 8    | 3          | 2          | 12      | 9       | 1,333   | 471    | 457    | 1,031  |
| Lengyelország (POL)         | 8    | 3          | 2          | 10      | 9       | 1,111   | 422    | 419    | 1,007  |
| Franciaország (FRA)         | 7    | 2          | 3          | 8       | 10      | 0,800   | 405    | 394    | 1,028  |
| Tunézia (TUN)               | 5    | 0          | 5          | 4       | 15      | 0,267   | 373    | 451    | 0,827  |

| 2004. augusztus 15. 14:00 | Argentína (ARG)                   | 3–0 | Franciaország (FRA) | Béke és Barátság stadion, Pireusz Nézőszám: 2370 Játékvezető: Ning Wang (CHN), Hiroyuki Ito (JPN) |
| 2004. augusztus 15. 14:00 | (25–15, 25–23, 25–22) Jegyzőkönyv |     |                     | Béke és Barátság stadion, Pireusz Nézőszám: 2370 Játékvezető: Ning Wang (CHN), Hiroyuki Ito (JPN) |

| 2004. augusztus 17. 09:00 | Tunézia (TUN)                                   | 2–3 | Argentína (ARG) | Béke és Barátság stadion, Pireusz Nézőszám: 888 Játékvezető: Ibrahim Al-Naama (QAT), Ryszard Dietrich (POL) |
| 2004. augusztus 17. 09:00 | (20–25, 25–23, 16–25, 25–22, 10–15) Jegyzőkönyv |     |                 | Béke és Barátság stadion, Pireusz Nézőszám: 888 Játékvezető: Ibrahim Al-Naama (QAT), Ryszard Dietrich (POL) |

| 2004. augusztus 19. 19:30 | Argentína (ARG)                          | 3–1 | Görögország (GRE) | Béke és Barátság stadion, Pireusz Nézőszám: 9403 Játékvezető: Mahmoud Abdel Magid (EGY), Patricia Salvatore (USA) |
| 2004. augusztus 19. 19:30 | (16–25, 25–21, 25–22, 25–22) Jegyzőkönyv |     |                   | Béke és Barátság stadion, Pireusz Nézőszám: 9403 Játékvezető: Mahmoud Abdel Magid (EGY), Patricia Salvatore (USA) |

| 2004. augusztus 21. 16:10 | Argentína (ARG)                          | 1–3 | Szerbia és Montenegró (SCG) | Béke és Barátság stadion, Pireusz Nézőszám: 4826 Játékvezető: Fernando Nava (MEX), Ning Wang (CHN) |
| 2004. augusztus 21. 16:10 | (25–21, 17–25, 21–25, 23–25) Jegyzőkönyv |     |                             | Béke és Barátság stadion, Pireusz Nézőszám: 4826 Játékvezető: Fernando Nava (MEX), Ning Wang (CHN) |

| 2004. augusztus 23. 16:00 | Lengyelország (POL)                             | 3–2 | Argentína (ARG) | Béke és Barátság stadion, Pireusz Nézőszám: 6295 Játékvezető: Kun-Tae Kim (KOR), Hiroyuki Ito (JPN) |
| 2004. augusztus 23. 16:00 | (25–19, 25–22, 23–25, 22–25, 20–18) Jegyzőkönyv |     |                 | Béke és Barátság stadion, Pireusz Nézőszám: 6295 Játékvezető: Kun-Tae Kim (KOR), Hiroyuki Ito (JPN) |

Negyeddöntő
| 2004. augusztus 25. 16:30 | Argentína (ARG)                          | 1–3 | Olaszország (ITA) | Béke és Barátság stadion, Pireusz Nézőszám: 8100 Játékvezető: Hiroyuki Ito (JPN), Ibrahim Al-Naama (QAT) |
| 2004. augusztus 25. 16:30 | (25–22, 22–25, 24–26, 26–28) Jegyzőkönyv |     |                   | Béke és Barátság stadion, Pireusz Nézőszám: 8100 Játékvezető: Hiroyuki Ito (JPN), Ibrahim Al-Naama (QAT) |

| Csapat          | Helyezés |
| --------------- | -------- |
| Argentína (ARG) | 5.       |

### Strandröplabda

#### Férfi
| Versenyző                      | Csoportkör | Csoportkör | Nyolcaddöntő                                          | Negyeddöntő       | Elődöntő          | Döntő             | Helyezés |
| Versenyző                      | Ellenfél Eredmény | Hely.      | Ellenfél Eredmény                                     | Ellenfél Eredmény | Ellenfél Eredmény | Ellenfél Eredmény | Helyezés |
| ------------------------------ | --- | ---------- | ----------------------------------------------------- | ----------------- | ----------------- | ----------------- | -------- |
| Mariano Baracetti Martín Conde | F csoport · Portugália (POR) · João Brenha · Miguel Maia · 13-21, 21-16, 15-5 · Dél-afrikai Köztársaság (RSA) · Colin Pocock · Gershon Rorich · 21-13, 21-15 · Görögország (GRE) · Pávlosz Beligrátisz · Athanásziosz Mihalópulosz · 21-0, 21-0* | 1.         | Kanada (CAN) · John Child · Mark Heese · 17-21, 17-21 | kiesett           | kiesett           | kiesett           | 9.       |

* - visszaléptek, bírói döntéssel 21-0, 21-0

## Sportlövészet
Férfi
| Versenyző            | Versenyszám           | Selejtező | Selejtező | Döntő   | Döntő    |
| Versenyző            | Versenyszám           | Pont      | Helyezés  | Pont    | Helyezés |
| -------------------- | --------------------- | --------- | --------- | ------- | -------- |
| Maximo Tomás Modesti | Légpisztoly           | 559       | 44.       | kiesett | kiesett  |
| Maximo Tomás Modesti | Szabadpisztoly        | 548       | 30.*      | kiesett | kiesett  |
| Pablo Damián Álvarez | Légpuska              | 583       | 43.       | kiesett | kiesett  |
| Pablo Damián Álvarez | Sportpuska, fekvő     | 587       | 40.*      | kiesett | kiesett  |
| Pablo Damián Álvarez | Sportpuska, összetett | 1135      | 38.*      | kiesett | kiesett  |
| Ángel Velarte        | Sportpuska, összetett | 1137      | 36.*      | kiesett | kiesett  |
| Ángel Velarte        | Sportpuska, fekvő     | 584       | 45.       | kiesett | kiesett  |
| Ángel Velarte        | Légpuska              | 586       | 39.*      | kiesett | kiesett  |

* - egy másik versenyzővel azonos eredményt ért el

## Súlyemelés
Férfi
| Versenyző    | Versenyszám | Szakítás | Szakítás | Lökés    | Lökés    | Összesen | Helyezés |
| Versenyző    | Versenyszám | Eredmény | Helyezés | Eredmény | Helyezés | Összesen | Helyezés |
| ------------ | ----------- | -------- | -------- | -------- | -------- | -------- | -------- |
| Darío Lecman | 94 kg       | 155,0    | 18.*     | 185,0    | 17.      | 340,0    | 17.      |

Női
| Versenyző   | Versenyszám | Szakítás | Szakítás | Lökés    | Lökés    | Összesen | Helyezés |
| Versenyző   | Versenyszám | Eredmény | Helyezés | Eredmény | Helyezés | Összesen | Helyezés |
| ----------- | ----------- | -------- | -------- | -------- | -------- | -------- | -------- |
| Nora Köppel | 75 kg       | 100,0    | 12.*     | 137,5    | 6.*      | 237,5    | 9.       |

* - egy másik versenyzővel azonos eredményt ért el

## Taekwondo
Férfi
| Versenyző          | Versenyszám | Nyolcaddöntő                | Negyeddöntő       | Elődöntő          | Vigaszág negyeddöntő | Vigaszág elődöntő | Bronz- mérkőzés   | Döntő             | Helyezés |
| Versenyző          | Versenyszám | Ellenfél Eredmény           | Ellenfél Eredmény | Ellenfél Eredmény | Ellenfél Eredmény    | Ellenfél Eredmény | Ellenfél Eredmény | Ellenfél Eredmény | Helyezés |
| ------------------ | ----------- | --------------------------- | ----------------- | ----------------- | -------------------- | ----------------- | ----------------- | ----------------- | -------- |
| Alejandro Hernando | Pehelysúly  | Jesper Roesen (DEN) · 10-11 | kiesett           | kiesett           |                      |                   |                   |                   | 11.      |

Női
| Versenyző      | Versenyszám | Nyolcaddöntő                  | Negyeddöntő       | Elődöntő          | Vigaszág első kör | Vigaszág elődöntő | Bronz- mérkőzés   | Döntő             | Helyezés |
| Versenyző      | Versenyszám | Ellenfél Eredmény             | Ellenfél Eredmény | Ellenfél Eredmény | Ellenfél Eredmény | Ellenfél Eredmény | Ellenfél Eredmény | Ellenfél Eredmény | Helyezés |
| -------------- | ----------- | ----------------------------- | ----------------- | ----------------- | ----------------- | ----------------- | ----------------- | ----------------- | -------- |
| Vanina Sánchez | Váltósúly   | Toni Rivero (PHI) · 10-10 SUP | kiesett           | kiesett           |                   |                   |                   |                   | 11.      |

SUP - döntő fölény

## Tenisz
Férfi
| Versenyző                     | Versenyszám | 64-es főtábla                       | 32-es főtábla                                                           | Nyolcaddöntő                                                         | Negyeddöntő       | Elődöntő          | Bronz- mérkőzés   | Döntő             | Helyezés |
| Versenyző                     | Versenyszám | Ellenfél Eredmény                   | Ellenfél Eredmény                                                       | Ellenfél Eredmény                                                    | Ellenfél Eredmény | Ellenfél Eredmény | Ellenfél Eredmény | Ellenfél Eredmény | Helyezés |
| ----------------------------- | ----------- | ----------------------------------- | ----------------------------------------------------------------------- | -------------------------------------------------------------------- | ----------------- | ----------------- | ----------------- | ----------------- | -------- |
| Agustín Calleri               | Egyes       | Karol Beck (SVK) · 2-6, 6-3, 8-6    | Igor Andrejev (RUS) · WO                                                | kiesett                                                              | kiesett           | kiesett           | kiesett           | kiesett           | 17.      |
| Juan Chela                    | Egyes       | Makszim Mirni (BLR) · 6-3, 6-7, 4-6 | kiesett                                                                 | kiesett                                                              | kiesett           | kiesett           | kiesett           | kiesett           | 33.      |
| Mariano Zabaleta              | Egyes       | I Hjongthek (KOR) · 6-4, 3-6, 2-6   | kiesett                                                                 | kiesett                                                              | kiesett           | kiesett           | kiesett           | kiesett           | 33.      |
| Juan Chela Mariano Zabaleta   | Páros       |                                     | Oroszország (RUS) · Igor Andrejev · Nyikolaj Davigyenko · 6-3, 3-6, 4-6 | kiesett                                                              | kiesett           | kiesett           | kiesett           | kiesett           | 17.      |
| Gastón Etlis Martín Rodríguez | Páros       |                                     | Spanyolország (ESP) · Feliciano López · Tommy Robredo · 6-3, 6-4        | Chile (CHI) · Fernando González Ciuffardi · Nicolás Massú · 3-6, 6-7 | kiesett           | kiesett           | kiesett           | kiesett           | 9.       |

Női
| Versenyző                      | Versenyszám | 64-es főtábla                         | 32-es főtábla                                                                           | Nyolcaddöntő                                           | Negyeddöntő                                                            | Elődöntő                                              | Bronz- mérkőzés                                        | Döntő             | Helyezés |
| Versenyző                      | Versenyszám | Ellenfél Eredmény                     | Ellenfél Eredmény                                                                       | Ellenfél Eredmény                                      | Ellenfél Eredmény                                                      | Ellenfél Eredmény                                     | Ellenfél Eredmény                                      | Ellenfél Eredmény | Helyezés |
| ------------------------------ | ----------- | ------------------------------------- | --------------------------------------------------------------------------------------- | ------------------------------------------------------ | ---------------------------------------------------------------------- | ----------------------------------------------------- | ------------------------------------------------------ | ----------------- | -------- |
| Mariana Díaz                   | Egyes       | Szvetlana Kuznyecova (RUS) · 3-6, 3-6 | kiesett                                                                                 | kiesett                                                | kiesett                                                                | kiesett                                               | kiesett                                                | kiesett           | 33.      |
| Gisela Dulko                   | Egyes       | Karolina Šprem (CRO) · 6-7, 5-7       | kiesett                                                                                 | kiesett                                                | kiesett                                                                | kiesett                                               | kiesett                                                | kiesett           | 33.      |
| Paola Suárez                   | Egyes       | Nathalie Dechy (FRA) · 6-7, 7-6, 9-7  | Fabiola Zuluaga (COL) · 6-4, 6-7, 1-6                                                   | kiesett                                                | kiesett                                                                | kiesett                                               | kiesett                                                | kiesett           | 17.      |
| Paola Suárez Patricia Tarabini | Páros       |                                       | Spanyolország (ESP) · Anabel Medina Garrigues · Arantxa Sánchez Vicario · 6-7, 7-5, 6-2 | Japán (JPN) · Morigami Akiko · Óbata Szaori · 6-4, 6-2 | Franciaország (FRA) · Nathalie Dechy · Sandrine Testud · 6-4, 1-6, 6-4 | Kína (CHN) · Li Ting · Szun Tien-tien · 2-6, 6-2, 7-9 | Japán (JPN) · Aszagoe Sinobu · Szugijama Ai · 6-3, 6-3 |                   |          |

WO - ellenfél nélkül

## Torna
Női
| Versenyző         | Versenyszám      | Selejtező | Selejtező | Döntő    | Döntő    |
| Versenyző         | Versenyszám      | Pontszám  | Helyezés  | Pontszám | Helyezés |
| ----------------- | ---------------- | --------- | --------- | -------- | -------- |
| Celeste Carnevale | Talaj            | 8,362     | 74.       | kiesett  | kiesett  |
| Celeste Carnevale | Ugrás            | 9,050     |           | kiesett  | kiesett  |
| Celeste Carnevale | Felemás korlát   | 8,325     | 75.       | kiesett  | kiesett  |
| Celeste Carnevale | Gerenda          | 8,525     | 65.       | kiesett  | kiesett  |
| Celeste Carnevale | Egyéni összetett | 34,262    | 56.       | kiesett  | kiesett  |

## Triatlon
| Versenyző      | Versenyszám | 1,5 km úszás | 1,5 km úszás | 40 km kerékpározás | 40 km kerékpározás | 10 km futás | 10 km futás | Összesítés | Összesítés |
| Versenyző      | Versenyszám | Idő          | Hely.        | Idő                | Hely.              | Idő         | Hely.       | Idő        | Helyezés   |
| -------------- | ----------- | ------------ | ------------ | ------------------ | ------------------ | ----------- | ----------- | ---------- | ---------- |
| Daniel Fontana | Férfi       | 18:25        | 41.          | 1:05:11            | 32.                | 32:59       | 15.         | 1:57:14,20 | 28.        |
| Nancy Álvarez  | Női         | 20:58        | 48.          | 1:17:29            | 41.                | 42:23       | 43.         | 2:21:38,66 | 43.        |

## Úszás
Férfi
| Versenyző              | Versenyszám    | Előfutam | Előfutam | Előfutam | Elődöntő | Elődöntő | Elődöntő | Döntő   | Döntő    |
| Versenyző              | Versenyszám    | Idő      | Hely.    | Össz.    | Idő      | Hely.    | Össz.    | Idő     | Helyezés |
| ---------------------- | -------------- | -------- | -------- | -------- | -------- | -------- | -------- | ------- | -------- |
| José Martín Meolans    | 50 m gyors     | 22,90    | 7.       | 27.      | kiesett  | kiesett  | kiesett  | kiesett | kiesett  |
| José Martín Meolans    | 100 m gyors    | 49,98    | 6.       | 24.      | kiesett  | kiesett  | kiesett  | kiesett | kiesett  |
| Juan Martín Pereyra    | 200 m gyors    | 1:53,19  | 3.       | 40.*     | kiesett  | kiesett  | kiesett  | kiesett | kiesett  |
| Juan Martín Pereyra    | 400 m gyors    | 3:57,26  | 2.       | 27.      |          |          |          | kiesett | kiesett  |
| Juan Martín Pereyra    | 1500 m gyors   | 15:53,29 | 3.       | 26.      |          |          |          | kiesett | kiesett  |
| Eduardo Otero          | 100 m hát      | 57,28    | 8.       | 33.      | kiesett  | kiesett  | kiesett  | kiesett | kiesett  |
| Eduardo Otero          | 100 m pillangó | 55,24    | 4.       | 44.      | kiesett  | kiesett  | kiesett  | kiesett | kiesett  |
| Gastón Rodríguez       | 200 m pillangó | 2:04,01  | 1.       | 29.      | kiesett  | kiesett  | kiesett  | kiesett | kiesett  |
| Cristian Mauro Soldano | 100 m mell     | 1:05,05  | 7.       | 43.      | kiesett  | kiesett  | kiesett  | kiesett | kiesett  |

Női
| Versenyző            | Versenyszám    | Előfutam | Előfutam | Előfutam | Elődöntő | Elődöntő | Elődöntő | Döntő   | Döntő    |
| Versenyző            | Versenyszám    | Idő      | Hely.    | Össz.    | Idő      | Hely.    | Össz.    | Idő     | Helyezés |
| -------------------- | -------------- | -------- | -------- | -------- | -------- | -------- | -------- | ------- | -------- |
| Florencia Szigeti    | 50 m gyors     | 26,84    | 4.       | 37.      | kiesett  | kiesett  | kiesett  | kiesett | kiesett  |
| Florencia Szigeti    | 100 m gyors    | 56,71    | 7.       | 28.      | kiesett  | kiesett  | kiesett  | kiesett | kiesett  |
| Florencia Szigeti    | 200 m gyors    | 2:03,29  | 3.       | 25.      | kiesett  | kiesett  | kiesett  | kiesett | kiesett  |
| Cecilia Biagioli     | 400 m gyors    | 4:16,42  | 1.       | 22.      |          |          |          | kiesett | kiesett  |
| Javiera Salcedo      | 100 m mell     | 1:12,46  | 4.       | 29.*     | kiesett  | kiesett  | kiesett  | kiesett | kiesett  |
| Agustina De Giovanni | 200 m mell     | 2:35,94  | 4.       | 26.      | kiesett  | kiesett  | kiesett  | kiesett | kiesett  |
| Georgina Bardach     | 200 m pillangó | 2:13,68  | 7.       | 21.      | kiesett  | kiesett  | kiesett  | kiesett | kiesett  |
| Georgina Bardach     | 200 m vegyes   | 2:16,68  | 5.       | 14.      | 2:15,73  | 6.       | 13.      | kiesett | kiesett  |
| Georgina Bardach     | 400 m vegyes   | 4:41,20  | 1.       | 3.*      |          |          |          | 4:37,51 |          |

* - egy másik versenyzővel azonos időt ért el

## Vitorlázás
Férfi
| Versenyző                      | Versenyszám     | Futam | Futam | Futam | Futam | Futam | Futam | Futam | Futam | Futam | Futam | Futam | Pontszám | Helyezés |
| Versenyző                      | Versenyszám     | 1     | 2     | 3     | 4     | 5     | 6     | 7     | 8     | 9     | 10    | 11    | Pontszám | Helyezés |
| ------------------------------ | --------------- | ----- | ----- | ----- | ----- | ----- | ----- | ----- | ----- | ----- | ----- | ----- | -------- | -------- |
| Mariano Reutemann              | Szörfvitorlázás | 29    | 5     | 24    | 7     | 23    | 23    | 15    | 13    | 11    | 10    | 9     | 140      | 15.      |
| Alejandro Colla                | Finn dingi      | 20    | 21    | 25    | 18    | 5     | 20    | 14    | 20    | 21    | 19    | 16    | 174      | 22.      |
| Javier Conte Juan de la Fuente | 470-es osztály  | 26    | 20    | 5     | 1     | 21    | 1     | 11    | 13    | 9     | 23    | 17    | 121      | 13.      |

Női
| Versenyző                          | Versenyszám     | Futam | Futam | Futam | Futam | Futam | Futam | Futam | Futam | Futam | Futam | Futam | Pontszám | Helyezés |
| Versenyző                          | Versenyszám     | 1     | 2     | 3     | 4     | 5     | 6     | 7     | 8     | 9     | 10    | 11    | Pontszám | Helyezés |
| ---------------------------------- | --------------- | ----- | ----- | ----- | ----- | ----- | ----- | ----- | ----- | ----- | ----- | ----- | -------- | -------- |
| Catalina Walther                   | Szörfvitorlázás | 19    | 23    | 21    | 19    | 19    | 20    | 21    | 23    | 23    | 20    | 27    | 208      | 22.      |
| Serena Amato                       | Europe          | 5     | 2     | 22    | 8     | 13    | 22    | 2     | 11    | 4     | 10    | 9     | 108      | 6.       |
| María Fernanda Sesto Paula Reinoso | 470-es osztály  | 15    | 7     | 11    | 6     | 15    | 16    | 3     | 14    | 9     | 11    | 11    | 102      | 12.      |

Nyílt
| Versenyző                      | Versenyszám | Futam | Futam | Futam | Futam | Futam | Futam | Futam | Futam | Futam | Futam | Futam | Pontszám | Helyezés |
| Versenyző                      | Versenyszám | 1     | 2     | 3     | 4     | 5     | 6     | 7     | 8     | 9     | 10    | 11    | Pontszám | Helyezés |
| ------------------------------ | ----------- | ----- | ----- | ----- | ----- | ----- | ----- | ----- | ----- | ----- | ----- | ----- | -------- | -------- |
| Diego Romero                   | Laser       | 40    | 6     | 11    | 2     | 18    | 43    | 23    | 5     | 5     | 12    | 12    | 134      | 12.      |
| Santiago Lange Carlos Espínola | Tornádó     | 7     | 1     | 6     | 5     | 6     | 11    | 5     | 8     | 4     | 3     | 9     | 54       |          |

## Vívás
Női
| Versenyző         | Versenyszám | 32-es főtábla                 | Nyolcaddöntő      | Negyeddöntő       | Elődöntő          | Bronz- mérkőzés   | Döntő             | Helyezés |
| Versenyző         | Versenyszám | Ellenfél Eredmény             | Ellenfél Eredmény | Ellenfél Eredmény | Ellenfél Eredmény | Ellenfél Eredmény | Ellenfél Eredmény | Helyezés |
| ----------------- | ----------- | ----------------------------- | ----------------- | ----------------- | ----------------- | ----------------- | ----------------- | -------- |
| Alejandra Carbone | Tőr, egyéni | Szugavara Csieko (JPN) · 6-15 | kiesett           | kiesett           | kiesett           | kiesett           | kiesett           | 18.      |